# Zoltán Ebedli
Zoltán Ebedli (ur. 26 października 1953 w Budapeszcie) – węgierski piłkarz grający na pozycji pomocnika. Był reprezentantem Węgier.

## Kariera klubowa
Swoją karierę piłkarską Ebedli rozpoczął w 1964 roku w juniorach klubu Ferencvárosi TC. W 1972 roku awansował do kadry pierwszego zespołu i w sezonie 1972/1973 zadebiutował w jego barwach w pierwszej lidze węgierskiej. W Ferencvárosi grał do końca sezonu 1983/1984. Z klubem tym wywalczył dwa tytuły mistrza Węgier w sezonach 1975/1976 i 1980/1981, pięć wicemistrzostw Węgier w sezonach 1972/1973, 1973/1974, 1978/1979, 1981/1982 i 1982/1983 oraz zdobył trzy Puchary Węgier w sezonach 1973/1974, 1975/1976 i 1977/1978. W sezonie 1974/1975 dotarł z nim do finału Pucharu Zdobywców Pucharów, jednak w finałowym, przegranym 0:3 meczu z Dynamem Kijów, nie wystąpił.
W 1984 roku Ebedli przeszedł do innego klubu z Budapesztu, Újpestu. Grał w nim przez sezon. W sezonie 1985/1986 ponownie był zawodnikiem Ferencvárosi TC. Z kolei w sezonie 1986/1987 występował w trzecioligowym Erzsébeti Spartacus MTK LE. W latach 1987–1988 grał szwedzkim Syrianska FC, a w latach 1989-1990 w innym klubie z tego kraju, Södertälje IF. W 1990 roku występował w szwajcarskim FC Oberdorf, w którym zakończył karierę.
| Sezon   | Klub                       | Kraj  | Rozgrywki | Mecze | Gole |
| ------- | -------------------------- | ----- | --------- | ----- | ---- |
| 1972/73 | Ferencvárosi TC            | Węgry | NB I      | 8     | 0    |
| 1973/74 | Ferencvárosi TC            | Węgry | NB I      | 17    | 1    |
| 1974/75 | Ferencvárosi TC            | Węgry | NB I      | 7     | 0    |
| 1975/76 | Ferencvárosi TC            | Węgry | NB I      | 30    | 3    |
| 1976/77 | Ferencvárosi TC            | Węgry | NB I      | 33    | 11   |
| 1977/78 | Ferencvárosi TC            | Węgry | NB I      | 34    | 7    |
| 1978/79 | Ferencvárosi TC            | Węgry | NB I      | 27    | 6    |
| 1979/80 | Ferencvárosi TC            | Węgry | NB I      | 28    | 7    |
| 1980/81 | Ferencvárosi TC            | Węgry | NB I      | 31    | 4    |
| 1981/82 | Ferencvárosi TC            | Węgry | NB I      | 30    | 5    |
| 1982/83 | Ferencvárosi TC            | Węgry | NB I      | 26    | 1    |
| 1983/84 | Ferencvárosi TC            | Węgry | NB I      | 23    | 1    |
| 1984/85 | Újpest FC                  | Węgry | NB I      | 26    | 3    |
| 1985/86 | Ferencvárosi TC            | Węgry | NB I      | 19    | 1    |
| 1986/87 | Erzsébeti Spartacus MTK LE | Węgry | NB III    | ?     | ?    |

## Kariera reprezentacyjna
W reprezentacji Węgier Ebedli zadebiutował 27 marca 1976 w wygranym 2:0 towarzyskim meczu z Argentyną, rozegranym w Budapeszcie. W swojej karierze grał w eliminacjach do MŚ 1978 i eliminacjach do Euro 84. Od 1976 do 1983 rozegrał w kadrze narodowej 12 meczów i strzelił 1 gola.